# Ergisca
Ergisca (en griego antiguo: Ἐργίσκη) era un antiguo pueblo griego de la región de Tracia, situado en la Propóntide. Está atestigado epigráficamente en vasijas de plata del tesoro de Rogozen. Según la Suda el nombre deriva de Ergisco (Ἐργίσκος), un hijo que tuvo Posidón con la náyade Aba (Ἄβα). En la mitología griega Aba era una ninfa, y se cree que era hija del río Hebro.
El lugar hoy en día forma parte de la ciudad de Çatalca, un barrio rural de Estambul.